# Aterson-N Sainval
Aterson-N Sainval, dit Dade, né à petit-goave le 21 mars 1996 est poète, comédien, Journaliste, operateur culturel, juriste et écrivain haïtien,.

## Biographie
Aterson-N Sainval, surnommé Dade, tire son surnom de sa mère, décédée trop tôt. Après avoir obtenu son baccalauréat, il a poursuivi des études en journalisme à l’Institut de Formation en Communication Française (IFOCOF) et en droit à l’Université d’État d’Haïti (UEH). Il a également été formé en entrepreneuriat et en photographie. Pour Dade, la poésie est une forme de thérapie, une sorte d'élixir revitalisant qui lui permet de vivre le quotidien avec une légèreté digne de l’innocence d’un enfant.
Après des années d’expérimentations, il a commencé à établir un lien entre l’écriture et la performance, surtout dans les milieux scolaires. C’est ainsi qu'il est devenu un passionné de la scène, où il dénonce les abus et redonne le sourire aux gens En 2022, il a publié un recueil de poèmes intitulé Pages noires de vers imprécis aux éditions Pulucĭa. Ce livre exprime un sentiment patriotique et traduit en langage poétique sa croyance en la dignité humaine, la bonté, le partage et le progrès, en particulier de l’être haïtien.
Le 18 Juin 2025 d'Aterson-N Sainvil a été nommé a la direction exécutive de la   communauté de Wikimedia d'Haïti.

### Enfance
Dade est le cadet d'une fratrie de sept enfants, dont une fille nommée Jasmine Sainval. Son enfance n'a pas été facile; il n’a pas grandi dans un cadre idyllique. Loin d'une enfance rêvée, il a grandi dans une atmosphère troublante marquée par des chocs, des douleurs et la misère. Il compare son combat à celui de ses ancêtres, mais il a appris à trouver de la beauté dans cette période difficile.
Aujourd'hui, il porte les cicatrices de son enfance comme les refrains d’une complainte qui éloigne la douleur et essaie chaque jour de transformer cette douleur en une chanson porteuse d’espoir. Il a grandi à Petit-Goâve, plus précisément dans la localité de Gaston et de l'Avenue Solidarité, où il a passé presque toute son enfance. Il a fait ses études primaires à [nom de l'école à préciser], puis ses études secondaires au Lycée Faustin Soulouque et au Collège de Petit-Goâve.
Son enfance a été marquée par la passion de son père pour le football, qui voulait avoir autant d’enfants que de joueurs dans une équipe de football, et par la santé fragile de sa mère. Dade se souvient de l'ambition de son père, qui l’a inscrit à l’âge de 12 ans à l’ École des Doués , une école de football de Petit-Goâve, où il a passé plus de quatre ans à jouer.
Cette activité amusait son père et servait de prétexte pour financer ses frais de scolarité. En face de chez eux se trouvait un terrain de tennis, où il voyait des jeunes, comme Apollon et Elizé, jouer. Ces souvenirs doux ont éveillé en lui un amour pour le tennis, qui, comme la poésie, fait désormais partie intégrante de sa vie.

## Artiviste

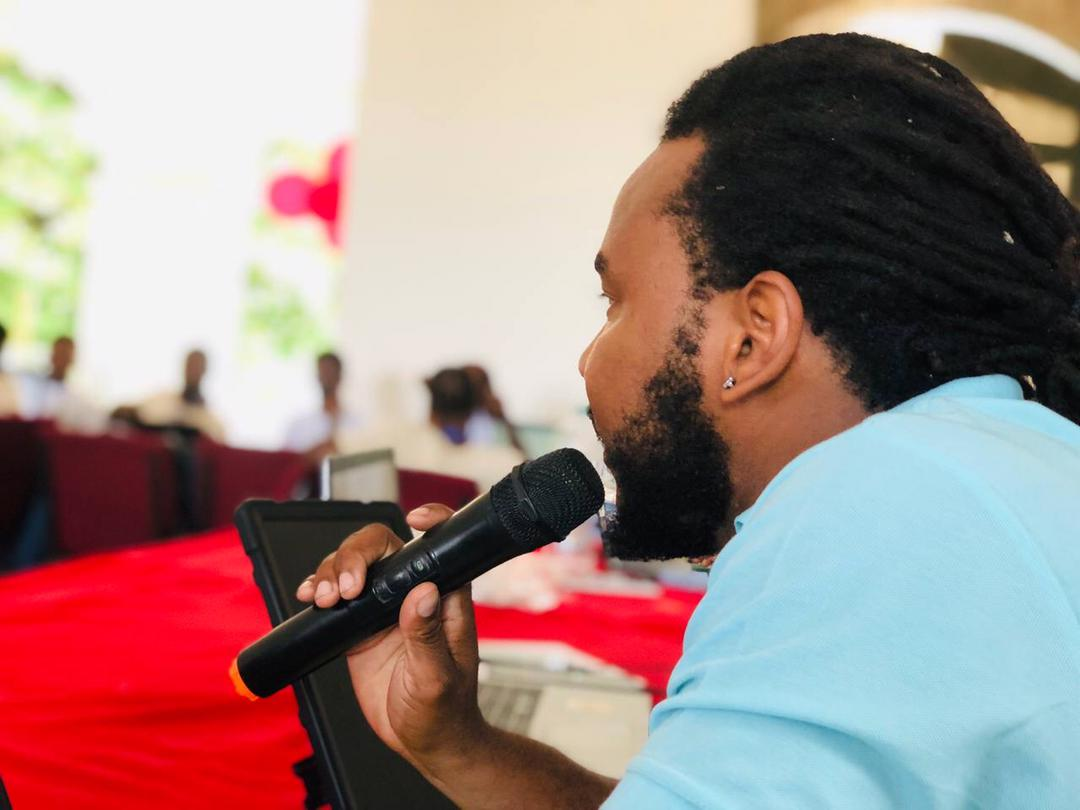
Poete, Ecrivain haitienAterson-N Sainval, membre de Wikimedia Haïti, a joué un rôle actif dans l’édition 2024 du Wiki Kan, tenue les 23 et 24 août à la mairie de Jacmel. Cet événement rassemble chaque année les Wiki-clubs haïtiens pour réfléchir à l’avenir de Wikimedia Haïti, promouvoir la culture, diffuser la connaissance libre et valoriser l’histoire et la langue haïtiennes via les plateformes numériques.
Lors du premier jour, Géthro Lavache, conseiller juridique de Wikimedia Haïti, a présenté une intervention marquante sur le manque de cohésion au sein des clubs, soulignant la nécessité d’une collaboration unifiée pour maximiser l'impact communautaire. Le sujet a suscité des débats, et Aterson-N Sainval a, le lendemain, mis l’accent sur l’importance du leadership dans les clubs, évoquant la formation aux outils de contribution et l’encouragement d’un dynamisme interne pour stimuler l’engagement.
Sainval a également insisté sur un accompagnement structuré de la part de la communauté Wikimedia Haïti pour aider les clubs à réaliser des projets concrets, axé sur le développement des compétences en leadership pour promouvoir le patrimoine haïtien. Il a lancé un appel à la cohésion et exhorté les clubs à renforcer leur engagement afin d’assurer un avenir durable à leurs activités.

Aterson-N a participé à "Slam en Folie", un événement de slam à Petit-Goâve. En 2022, il a été invité au festival culturel "Marathon du livre" à Petit-Goâve. Ses textes ont été publiés dans divers journaux et magazines littéraires tels qu'Oyapock, Le National, La Question News, Le Nouvelliste, Loop News et TripFoumi. Plusieurs de ses œuvres, notamment son long poème intitulé "Madan Sara", qui rend hommage aux femmes pilier de la société haïtienne, ont été critiquées et appréciées.
Comme comedien, il  incarne un rôle crucial dans un  film Une Vie Réorientée, produit en  haiti par une production française , où il joue le personnage d'un poète immergé dans l'univers sombre de la prostitution des rues.
Le texte rend hommage aux Madan Sara, présentées comme des héroïnes courageuses et piliers de la société. À travers son premier recueil de poèmes Pages noires de vers imprécis (paru en décembre 2022 aux éditions Pulucía), le poète Aterson-N célèbre ces femmes marchandes de Petit-Goâve, qui, malgré les difficultés de la vie, nourrissent leurs familles et bâtissent un avenir pour leurs enfants.
En tant que poète, il apporte une profondeur émotionnelle et une sensibilité artistique au récit, capturant les nuances poignantes de la vie des personnages marginalisés. Son interprétation  permet de mettre en lumière les aspects souvent négligés de la société, offrant une réflexion poétique sur la condition humaine dans des circonstances difficiles.
Sainval, actif dans l'écosystème wikimédien depuis 2018, s'est distingué comme contributeur engagé avant de devenir secrétaire-trésorier de Wikimedia Haïti en 2021. À ce poste, il a organisé de nombreux ateliers de formation à travers Haïti, impliquant universitaires, jeunes et leaders communautaires, pour promouvoir le libre accès à la connaissance et encourager la création de contenu haïtien sur Wikipédia et ses projets associés.
La nomination d’Aterson-N Sainval marque le début d’une nouvelle ère pour Wikimedia Haïti en tant que directeur exécutif fondée sur la rigueur l'inclusion et l'innovation. 
En parallèle à son rôle de poète, Aterson-N Sainval marque ses débuts remarqués comme comédien dans cette production. Sa présence à l'écran apporte une nouvelle dimension à son talent polyvalent, alliant la poésie de ses mots à une performance captivante.
En explorant les profondeurs psychologiques de son personnage, il éclaire les dynamiques complexes de pouvoir et de vulnérabilité qui caractérisent le monde de la prostitution urbaine. Ainsi, Aterson-N Sainval ne se contente pas d'incarner un rôle, mais il enrichit également le film de son propre héritage artistique, soulignant l'importance de la voix poétique dans le dialogue social et cinématographique contemporain.

## Hommage aux Madan Sara

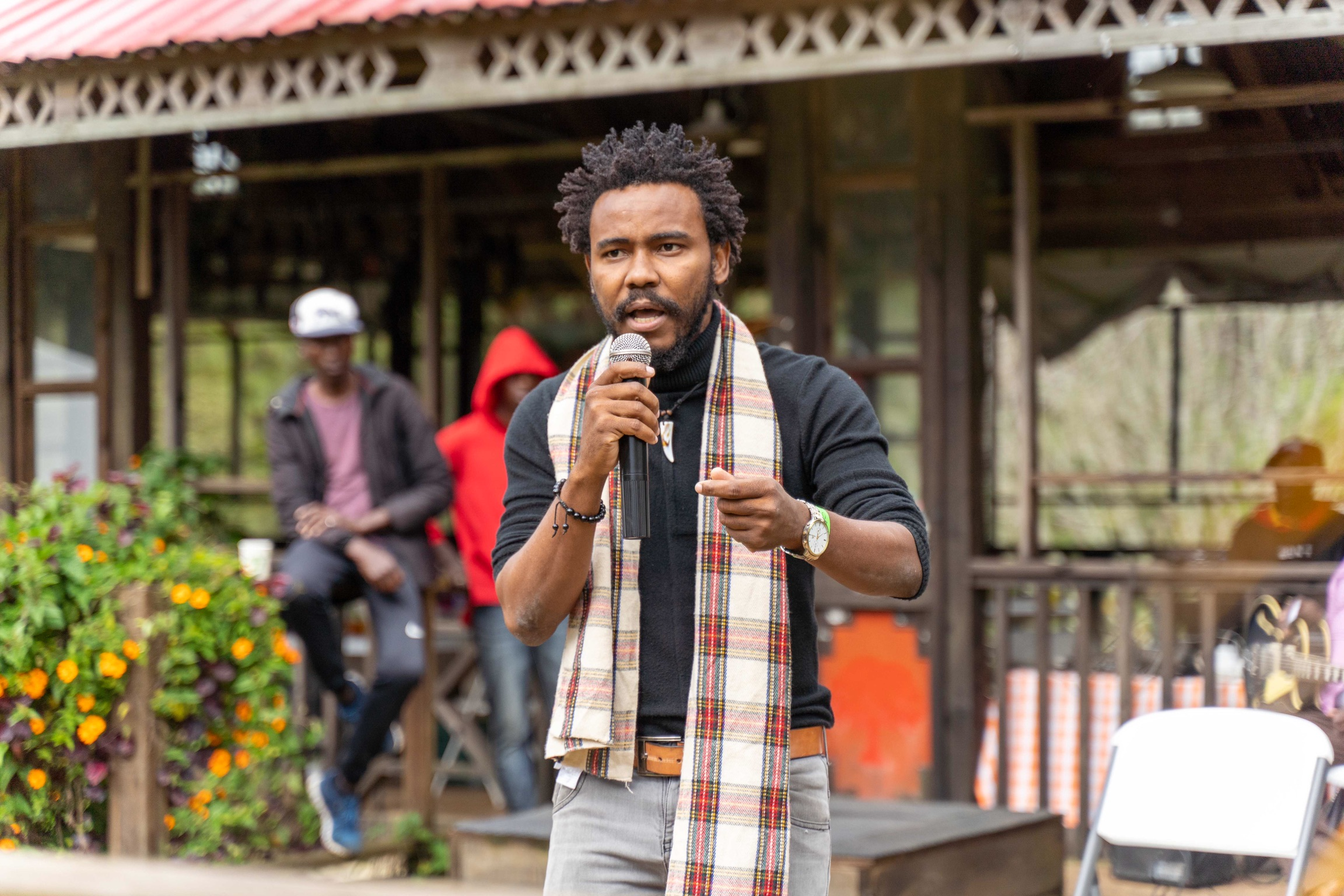
Aterson-N Sainval, dit Dade, a participé à une activité organisée par le Graal Group à l’hôtel Le Moncel. Lors de cet événement, Dade a interprété un texte de Madan Sara, suivi de sa performance intitulée An Gade Eta Leta.

L'article célèbre la résilience et le courage des Madan Sara, ces marchandes haïtiennes qui jouent un rôle crucial dans l'économie locale malgré des conditions difficiles. Aterson-N Sainval, poète et performeur de Petit-Goâve, leur rend hommage à travers un poème dans son recueil "Pages noires de vers imprécis". Il y décrit les sacrifices et la force de ces femmes qui, malgré les dangers et les défis quotidiens, maintiennent leurs familles et communautés en vie.
Sainval souligne la dignité et la détermination des Madan Sara, souvent sous-estimées et maltraitées dans la société haïtienne. Son poème évoque leur travail ardu et leur rôle essentiel, tout en exprimant un profond respect et une admiration pour leur contribution vitale à la survie économique de leurs familles. Le poète utilise un langage simple et direct pour transmettre la profondeur de son admiration et de son amour pour ces héroïnes du quotidien.

## La culture de la résilience et créativité en action
Aterson-N Sainval, poète, mais aussi acteur, juriste et opérateur culturel, estime que le rôle de la culture est souvent “minimisé dans la vie des jeunes en Haïti, réduit à de simples outils de divertissement et d’apprentissage des normes sociales”. Selon lui, cette perception doit évoluer, car “la culture devrait être accessible à tous”.

Il souligne que l’État et la société doivent investir davantage dans ce secteur, car les opérateurs culturels, pour organiser des activités, doivent souvent puiser dans leurs maigres ressources. “Les jeunes s’intéressent de plus en plus aux initiatives culturelles dans le pays”, confie-t-il à Azuéi, tout en notant que les contraintes économiques entravent leur participation à ces activités.
Il est essentiel d’examiner de près les fonds alloués par l’État haïtien pour la culture. Le manque de subventions disponibles pour les opérateurs culturels constitue un défi majeur.
Les professionnels de la culture se retrouvent souvent confrontés à des difficultés économiques, car ils doivent subvenir à leurs besoins tout en investissant dans leur art. Comme le souligne Mbougar Sarr dans “La plus secrète mémoire des hommes”, l’art se paie.

## Un poème dédié à la mémoire d'Osny Zidor
Ici ,
On ne vit pas , on meurt
Sous des projectiles qui nous sont destinés .
23 avril 2022 le chuchotement du vent déverse à mes oreilles Une musique inondée tant d’amertumes.
Ainsi ,/Ton visage passe et la stérilité a pris toute sa place  dans mon corps ,
En tremblant , je me demande  si c’est vraiment arrivée .
Cette Journée sans soleil ,Inachevée, A la mémoire trouée, Au  Bois Verna en entier
Respire tout ton sang . Une image choquante Une douleur absurde Un dessin sans fin Qui nous offre un spectacle gratuit ,Et l’Etat à la tire..., Et c’est là,
La  finitude  a pris  racine / Pour immortaliser / Ton image. /Femme battante
Femme d’espérance /Aux ancêtres, / Aller leur dire / Que nous ne cesserons /Demander ,
Réclamer, Exiger,le départ de la peur /Le départ de la honte /Le départ de ceux qui nous tuent
Et violent nos espoirs et nos rêves /Matin , midi et soir . /Allez leur dire
Ça sent le souffle ...
Ce poème dédié à la mémoire d'Osny Zidor, une étudiante à l'université d'Etat d'Haiti en department Medecine, tragiquement morte d'une balle perdue le 23 avril 2022. Ce touchant poème est une œuvre poignante qui rend hommage à sa vie et dénonce l'injustice de sa mort. Le texte d'Aterson-N  exprime la douleur et la colère face à la perte d'une jeune vie prometteuse, tout en soulignant l'impact profond de cette tragédie sur la communauté.
Ce poème est une forme de résistance poétique, où il a utilisé la puissance des mots pour appeler à un changement social et pour honorer ceux qui ont été victimes de l'injustice. En commémorant Osny Zidor, le poème devient un cri de ralliement pour la justice et la protection des droits humains en Haïti.

## Œuvres

### Poésie
- Pages noires de vers imprécis, 2022[22].
- Je T'écris avec la nuit Dans mes Mains